# Forsvundne danske fuglearter
På den danske rødliste 2019  udviklet på basis af IUCN-systemet, er der angivet  11   forsvundne danske fuglearter i nyere tid:
- Mudderklire Actitis hypoleucos
- Sort stork Ciconia nigra
- Slangeørn Circaetus gallicus
- Ellekrage Coracias garrulus
- Mellemflagspætte Dendrocopos medius
- Tredækker Gallinago media
- Urfugl Lyrurus tetrix
- Nøddekrige Nucifraga caryocatactes
- Nordisk lappedykker Podiceps auritus
- Høgesanger Sylvia nisoria
- Hærfugl Upupa epops